# Robert Cambert
Robert Cambert (Parijs, 1628 – vermoord in Londen, 1677) was een Frans componist, organist en klavecinist. 

## Biografie
Hij kreeg zijn muzikale opleiding van Jacques-Champion de Chambonnières (1602-1672) en werd muziekintendent aan het hof van de koningin-moeder Anna van Oostenrijk, waar hij zich aan zijn ideaal, de creatie van een Franse opera, kon wijden en in wezen ook de Franse opera stichtte. Hij werkte nauw samen met de dichter Pierre Perrin (1620-1675), wiens teksten hij op muziek zette. Door de oprichting van zijn Académie d’Opéra ou représentations de musique en langue française in 1669 bereidde Cambert de weg voor Lully’s Académie royale de musique. 
In 1672 moest hij, door een Koninklijk Besluit van Lodewijk XIV, zijn operamonopolie aan Lully afstaan, en werd hij volledig door deze overvleugeld. Sedert 1673 verbleef hij te Londen waar hij probeerde onder de toen Fransgezinde koning Karel II een particuliere opera op te richten.

## Werken
Het meest bekend zijn zijn opera’s Ariane, ou Le mariage de Bacchus  (1659) en Pomone (1671). Zowel de muziek als de tekst is slechts fragmentarisch bewaard gebleven.
- Bibsys: 10007520
- Biblioteca Nacional de España: XX4606667
- Bibliothèque nationale de France: cb123232986 (data)
- CiNii: DA08487623
- Gemeinsame Normdatei: 135477573
- International Standard Name Identifier: 0000 0001 1576 0633
- Library of Congress Control Number: n84212356
- MusicBrainz: d265529d-1ba0-4e64-8d08-85ca36a736a8
- Nationale Bibliotheek van Tsjechië: xx0040592
- Nationale bibliotheek van Australië: 35856643
- Nationale Bibliotheek van Israël: 987007284204205171
- Nederlandse Thesaurus van Auteursnamen: 156488035
- Réseau des bibliothèques de Suisse occidentale: 02-A009679599
- Istituto Centrale per il Catalogo Unico: MUSV012191
- SNAC: w68k8ndf
- Système universitaire de documentation: 032146450
- Trove: 1118142
- Virtual International Authority File: 79091819
- WorldCat: E39PBJy48g7Rvt4QHcM96dfrMP